# Leptanthura
Leptanthura är ett släkte av kräftdjur som beskrevs 1899 av Georg Ossian Sars. Släktet ingår i familjen Leptanthuridae.

## Arter
Arter inom Leptanthura, i alfabetisk ordning
- Leptanthura affinis
- Leptanthura agulhasensis
- Leptanthura antarctica
- Leptanthura apalpata
- Leptanthura argentinae
- Leptanthura baliensis
- Leptanthura boweni
- Leptanthura calcis
- Leptanthura chardyi
- Leptanthura chiltoni
- Leptanthura communis
- Leptanthura coralliophila
- Leptanthura diemenensis
- Leptanthura elegans
- Leptanthura exilis
- Leptanthura flindersi
- Leptanthura geocostarioi
- Leptanthura glacialis
- Leptanthura guianae
- Leptanthura hendili
- Leptanthura kapala
- Leptanthura laevigata
- Leptanthura maheensis
- Leptanthura micrura
- Leptanthura minuta
- Leptanthura monnioti
- Leptanthura muelleri
- Leptanthura murrayi
- Leptanthura natalensis
- Leptanthura nunana
- Leptanthura orientalis
- Leptanthura profundicola
- Leptanthura sculpta
- Leptanthura segonzaci
- Leptanthura tenuis
- Leptanthura thalassae
- Leptanthura thori
- Leptanthura truncata
- Leptanthura truncatitelson
- Leptanthura urospinosa
- Leptanthura victori
- Leptanthura vitilevui